# Takayama (Nagano)
Pour les articles homonymes, voir Takayama (homonymie).
Takayama (高山村, Takayama-mura) est un village du district de Kamitakai, dans la préfecture de Nagano au Japon.

## Géographie

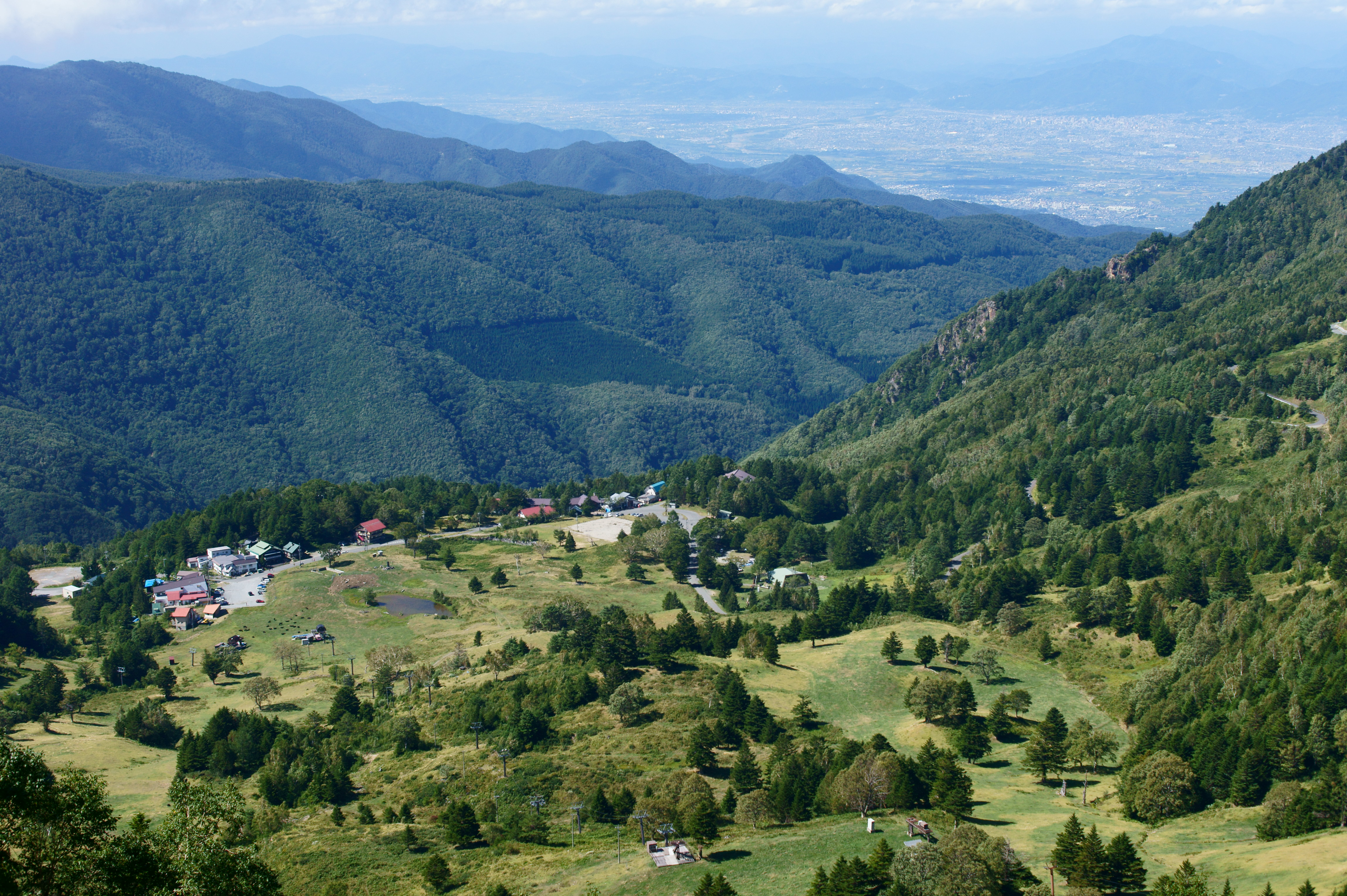
Plaine de Yamada.

Le village de Takayama est situé dans le nord-est de la préfecture de Nagano sur l'île de Honshū, au Japon, à moins de 5 km de la ville de Nagano, le long de la bordure ouest de la préfecture de Gunma.
Ce village rural de montagne s'étend dans sa longueur d'ouest en est sur 18 km dans le cône de déjection de la rivière Matsu, un affluent de rive droite du fleuve Shinano et comprend, dans sa partie est, des zones boisées du parc national de Jōshin'etsukōgen.
Près de 85 % de la superficie du village sont recouverts de forêts,.

### Démographie
Au 1er janvier 2016, la population de Takayama s'élevait à 7 336 habitants répartis sur une superficie de 98,5 km2. En constante croissance des années 1970 au début des années 2000, passant de 6 166 habitants en 1970 à 7 776 en 2000, elle ne cesse de décroître depuis.

### Municipalités voisines
| Nakano         | Nakano / Yamanouchi            | Yamanouchi |
| Obuse / Suzaka | Takayama(*préfecture de Gunma) | Kusatsu*   |
| Suzaka         | Suzaka                         | Tsumagoi*  |

### Climat
La température annuelle moyenne de Takayama est d'environ 11,8 °C et les précipitations annuelles ne dépassent pas 850 mm. L'hiver, le mercure peut descendre jusqu'à quelques degrés en-dessous de zéro et grimper au-dessus de 30 °C en été.

## Économie
Le village de Takayama est essentiellement une commune agricole qui produit des légumes, des fruits (pommes, mûres, raisin), et du riz. Cependant, la mécanisation du travail agricole a progressivement déplacé les emplois du secteur primaire (71 % en 1960) vers les secteurs secondaire (40 % en 2000) et tertiaire (39 % en 2000).

## Histoire
Des fouilles archéologiques effectuées dans une grotte découverte dans le sud-est du village de Takayama ont permis d'établir que des hommes ont habité le site du village environ 7 000 ans av. J.-C. (période Jōmon).

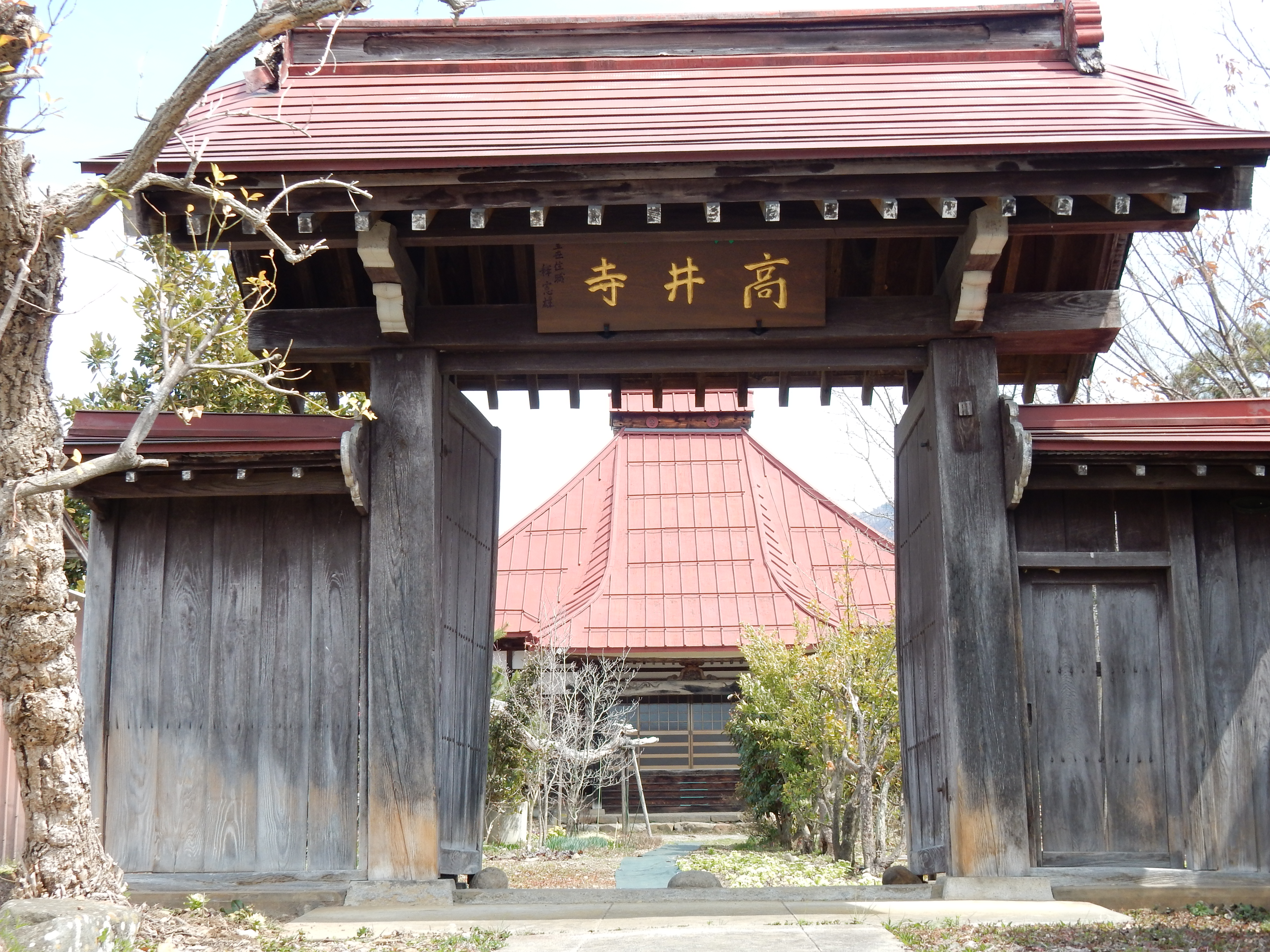
Temple Kōseiji (高井寺), construit sur l'emplacement de l'ancien château de Fukushima Masanori

Au début de l'Époque d'Edo, le daimyo (seigneur) d'Aki (actuel département de Hiroshima) Fukushima Masanori (1561-1624), après avoir perdu son domaine en 1619 à la suite d'un différend avec le shogun Tokugawa Ieyasu, passe les dernières années de sa vie dans ce village, jusqu'à sa mort en 1624. Il y reçoit le petit domaine de Takai-no, de 4 koku (qui comprend les municipalités actuelles de Suzaka,  Obuse, et Takayama), et y réalise le premier système de canalisations et d'irrigation du village . Après sa mort, le temple bouddhiste Kōseiji (Jōdo shinshū) est construit sur les ruines de son dernier château.
Au début des années 1870, après l'abolition du système des domaines féodaux traditionnels ouvrant l'ère Meiji (1868-1912), six villages de la province de Shinano sont intégrés dans la nouvelle entité préfectorale de Nagano. En 1889, un nouveau réarrangement des municipalités de la préfecture de Nagano donne naissance aux deux villages de Takai et Yamada qui sont fusionnés le 30 septembre 1956 pour former le village de Takayama.

## Culture locale et patrimoine
Le village de Takayama est membre de l'association Les Plus Beaux Villages du Japon depuis 2010.

### Thermalisme
Takayama possède près d'une dizaine de stations thermales dont l'Okuyamada onsen, perché à 1 500 m d'altitude, le Matsukawakeikoku onsen aux bains à ciel ouvert et le Goshiki onsen dont la couleur des eaux change selon le climat.

### Patrimoine architectural

#### Le musée Issa

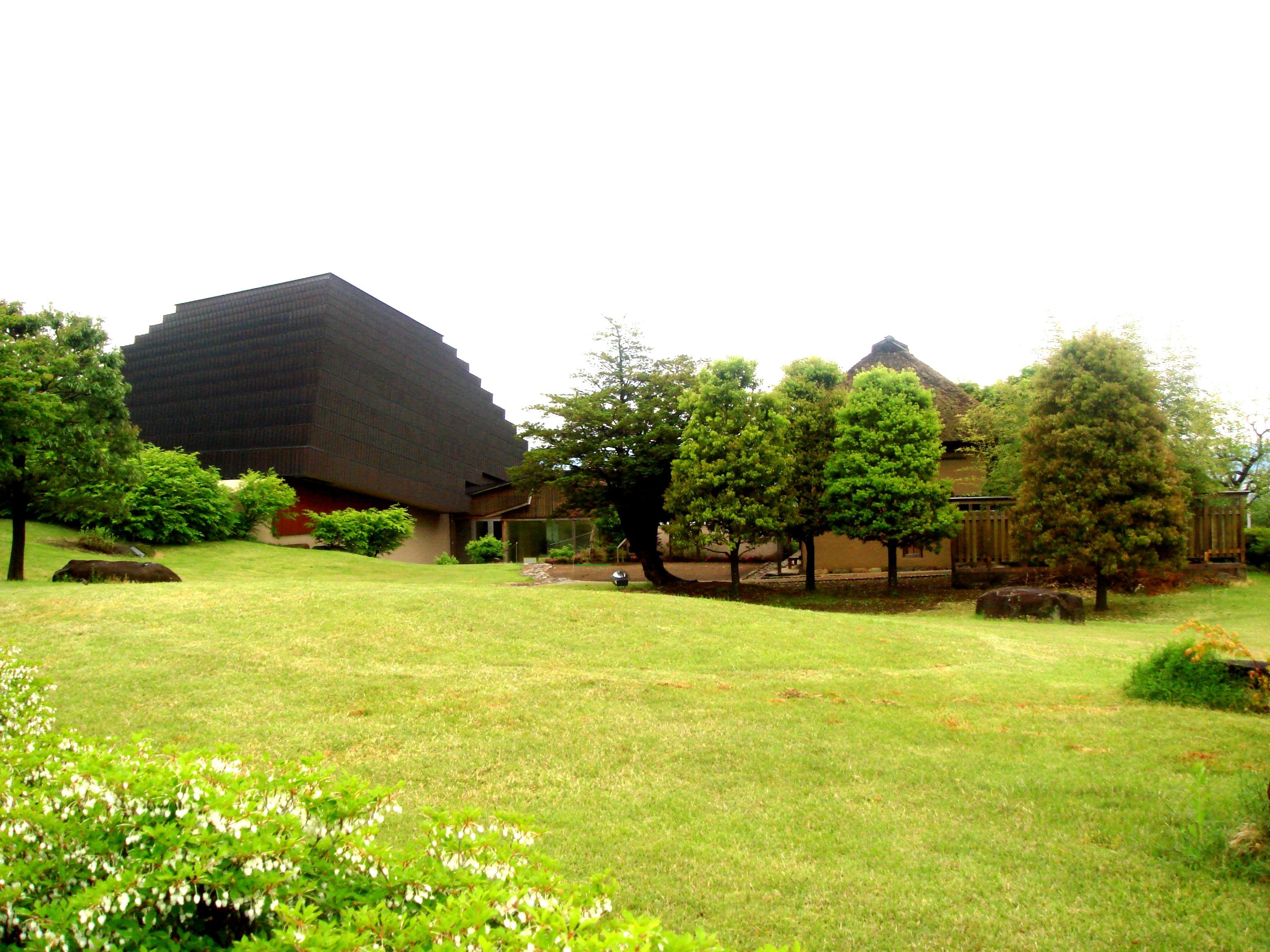
Musée Issa du village de Takayama

Le musée Issa est un musée consacré aux œuvres et au parcours du poète de haïku du XIXe siècle Kobayashi Issa. Issa a régulièrement séjourné dans ce village (qui se situe à 15 km de son bourg natal de Kashiwabara) dans une chaumière fabriquée pour lui par un de ses disciples de Takayama (Kubota Shunpo, un riche commerçant). Cette chaumière (reconstituée à l'identique) peut aujourd'hui être visitée dans le jardin du musée, où est conservé, entre autres, le manuscrit original du Journal des derniers jours de mon père. Le musée est ouvert au public depuis 1996.

#### Le musée de l'histoire et des traditions
Depuis 1984, le musée de l'histoire et des traditions présente l'histoire de Takayama. Des documents retraçant la vie du village à travers les âges, des outils de l'artisanat local, des machines agricoles comme celles utilisées pour la sériciculture et la culture du riz, de vieux ustensiles de la vie quotidienne y sont exposés. Du matériel archéologique extrait de la grotte Yugura y est aussi présenté,.

#### Le sanctuaire Koyasu
Koyasu-jinja est un sanctuaire shintō dont l'architecture est typique de la période du Bakumatsu (1853-1868).

## Patrimoine naturel

### La grotte Yugura
En 1970, une grotte est découverte près de la rivière Yuzawa, un affluent de la rivière Matsu, dans le sud-est de Takayama, à environ 1 500 m d'altitude. Des fouilles archéologiques menées l'année suivante permettent de réaliser une coupe stratigraphique mettant en évidence quatorze unités stratigraphiques couvrant 12 000 ans de présence humaine du proto-Jōmon (~15 000-8 000 av. J.-C.) à l'ère Taishō (1912-1926).
Des poteries de la période Jōmon, des os humains, dont un squelette de femme bien conservé datant d'environ 7 000 ans av. J.-C., des restes d'animaux marins de la même période, de la faïence, des outils de chasse, des os de mammifères (ours, antilopes, singes, cerfs) de la période Yayoi, de la vaisselle en terre de la période Kofun (250-538), du riz cuit du Japon médiéval, des produits en verre ou en cuivre et des pièces de monnaie de l'ère Meiji (1868-1912) ont été extraits de la terre mêlée de cendres de charbon de bois,.

### Cerisiers centenaires
Le village de Takayama possède de nombreux cerisiers pleureurs dont certains sont plusieurs fois centenaires.

## Jumelages
La ville de Takayama est jumelée avec les municipalités suivantes :
- Lijiang (Chine) depuis le 21 mars 2002 ;
- Sibiu (Roumanie) depuis le 4 septembre 2012 ;
- Denver (États-Unis) depuis le 29 juillet 1960 ;
- Urubamba (Pérou) depuis le 25 août 2013.

## Symboles municipaux
La bannière de Takayama est composée d'un cercle vert (couleur de la nature environnante) ouvert avec une colombe en son centre, une forme stylisée de la syllabe initiale du nom du village : « タ », syllabe du syllabaire japonais katakana. Ce motif de forme arrondie, créé en janvier 1978, représente un village paisible qui se développe.
L'arbre symbole de la municipalité de Takayama est l'if du Japon et sa fleur symbole le rhododendron, un genre d'arbres à fleurs qui pousse à l'état naturel aux pieds des montagnes qui entourent la vallée de la rivière Matsu.

## Voir